# Пащук Ігор Ігоревич
Пащук Ігор Ігоревич (нар. 6 липня 1984, Червоноград, Львівська область)— український боксер, срібний призер чемпіонату Європи . Бронзовий призер чемпіонату Європи  2001 року Учасник XXVIII олімпійських ігор в Афінах 2004 року. Багаторазовий чемпіон  України з боксу у молодших вікових категоріях, майстер спорту міжнародного класу з боксу. Найкращий боксер України 2004 року. Голова громадської організації —  "ЧЕРВОНОГРАДСЬКА МІСЬКА ФЕДЕРАЦІЯ БОКСУ"

## Життєпис
Перші тренування в 11 років відбулися у м. Червоноград ДЮСШ «Шахтар», тренери: заслужений тренер України  Хомяк Іван Павлович,  Андрейців Ярослав Михайлович. 
У 2001 р. м. Львів Дитяча спортивна школа олімпійського резерву «Берізка» заслужений тренер Василюк Петро Васильович, Козинець Володимир Кирилович. 
Батьки відправляли на різні секції ( карате, плавання, баскетбол) але сподобалась секція боксу на ній і зупинився разом з братом Артемом, Навчався у м. Червоноград у Львівській обл. ЗСШ№4 1991-2001 році.
У 2001-2006 році навчався у м. Львів у Національному Університеті «Львівська політехніка» економічний факультет.
У 2005р. здобув кваліфікацію бакалавра за напрямом «Менеджмент».
У 2006р. здобув кваліфікацію магістра з менеджменту за спеціальністю «Логістика».

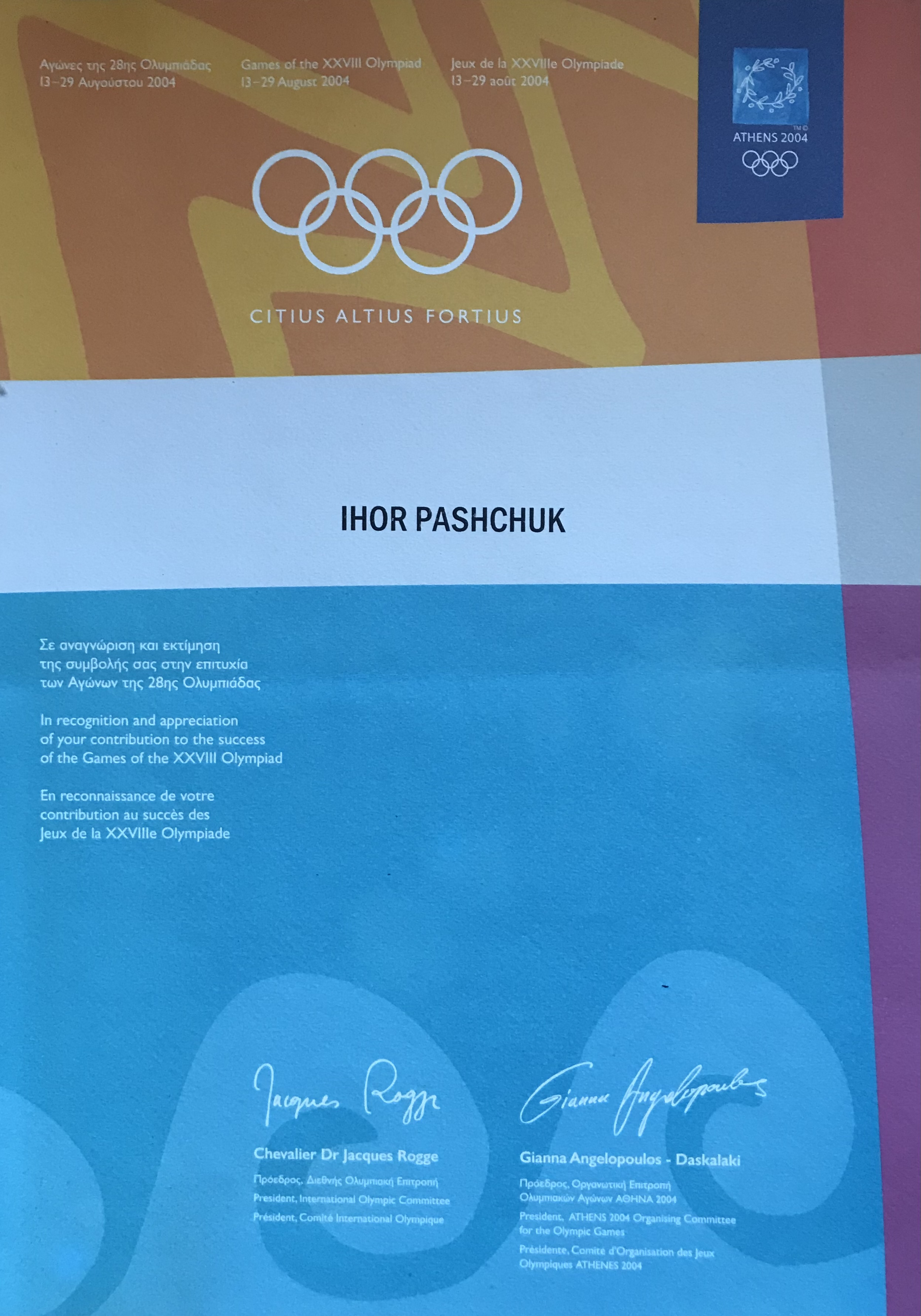
Іменна грамота Ігора Пащука XXVIII Олімпійських Ігор в Афінах 2004 року

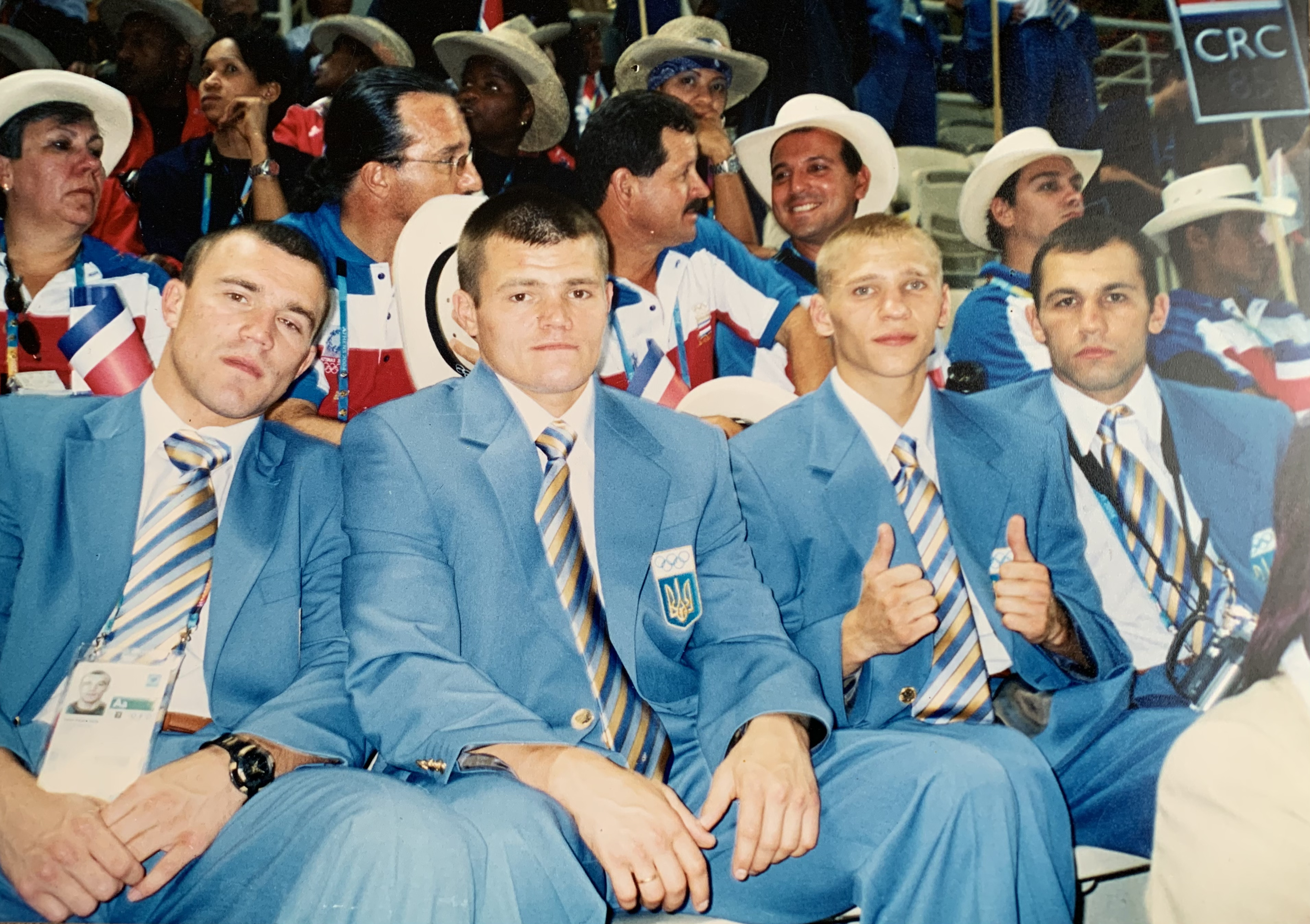
На XXVIII Олімпійських іграх в Афінах 2004 року. Ігор Пащук, Віктор Поляков, Максим Третяк, Володимир Кравець.

## Спортивна кар'єра
Ігор Пащук брав участь в міжнародних змаганнях з боксу серед молоді з 2001 року.
2004 року увійшов до збірної України, здобувши перемогу на відбірковому турнірі в Луцьку, у фіналі якого переміг Володимира Кравця — 38(+)-38. На чемпіонаті Європи 2004 Пащук здобув чотири перемоги. Ігор переміг ірландця Пола Макклоскі, призера чемпіонатів Європи білоруса Сергія Биковського, у чвертьфіналі — іншого призера чемпіонатів Європи болгарина Боріса Георгієва — 46-25, у півфіналі — чемпіона світу (2003) француза Віллі Блена — 37-35. На фінальний поєдинок Пащук не зміг вийти через травму руки і посів друге місце, отримавши крім медалі іменну олімпійську ліцензію.

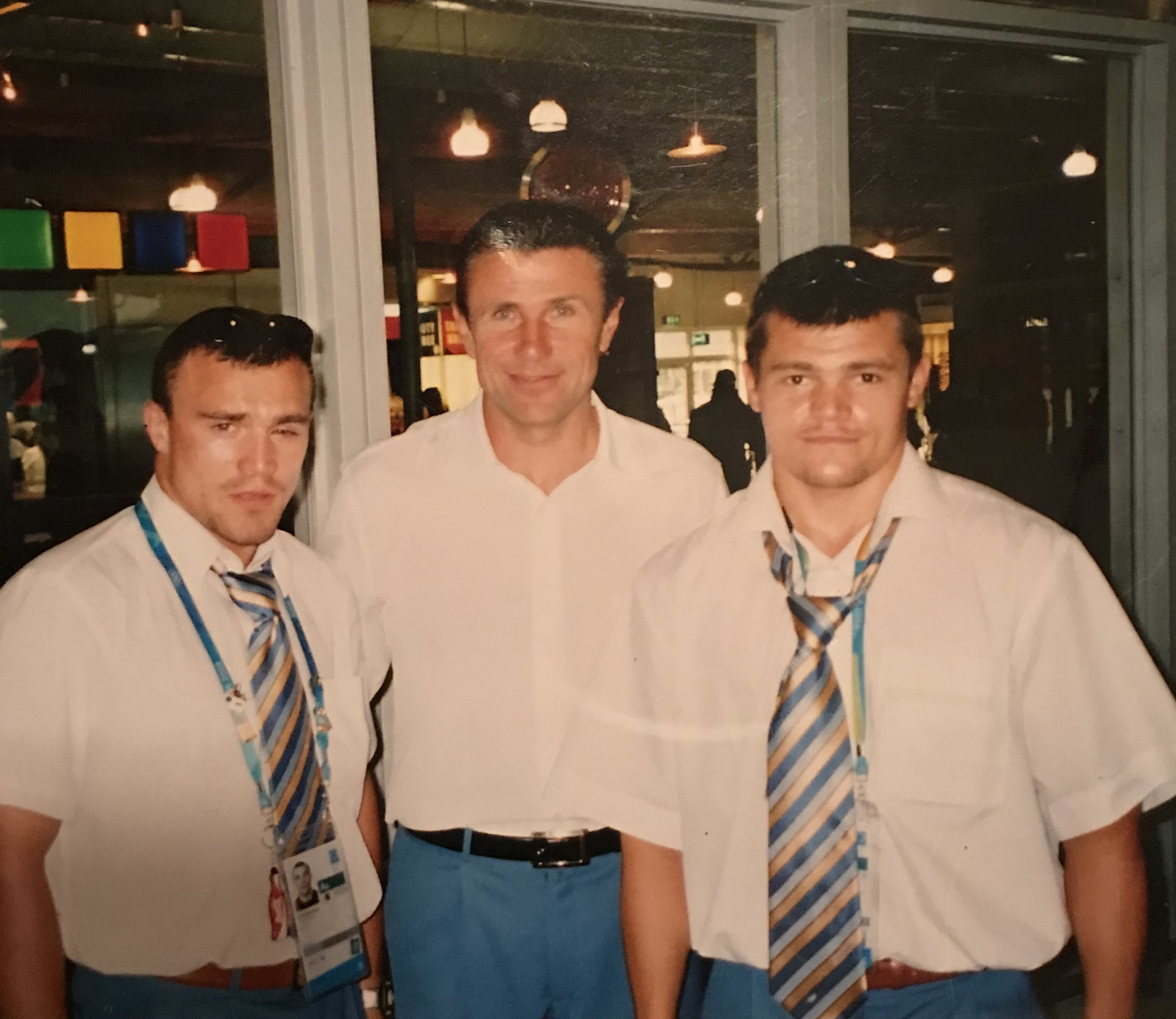
На XXVIII Олімпійських іграх в Афінах 2004, Ігор Пащук, Сергій Бубка, Віктор Поляков

Пащук увійшов до складу збірної України на Олімпійських іграх 2004, але участі в змаганнях не брав, оскільки прибув на Олімпіаду з недолікованою травмою ока і не пройшов медичні тести.

## Спортивні результати

### Міжнародні аматорські та регіональні аматорські Чемпіонати України
- 2004—  Срібний призер 35th European Senioro Boxing Championships, Pula, Croatia у вазі (до 64кг)[6]
- 2004—  Чемпіон міжнародної матчевої зустрічі з боксу Україна-Росія, Київ (до 64кг)
- 2004—  Чемпіон міжнародного турніру Arena Cup Pula, Croatia (до 64кг)
- 2003—  Чемпіон у Відбірковому турнірі сильніших боксерів України до Чемпіонату Європи Луцьк (до 64кг)[7]
- 2003—  Бронзовий призер Кубка України Донецьк (до 64кг)
- 2002— 5— V місце на World Junior Championships - Santiago de Cuba, Cuba (до 63,5кг)[8]
- 2002—  Чемпіон міжнародного турніру з боксу Кубка Чорного Моря  Севастополь (до 63,5кг)
- 2002—  Чемпіон міжнародного турніру BOXE XIX Torneo Internazionale «ITALIA» – Jr. Tortoli (до 63,5кг)
- 2002—  Срібний призер на ІІІ Молодіжних іграх України з боксу Харків (до 64кг)
- 2001—  Чемпіон XXVIII International junior Boxing tournament for cup of the Bydgoszcz citi mayor BYDGOSZCZ (до 57кг)
- 2001—  Чемпіон IX Miedzynarodowym Turnieju Bokserskim Im. Franciszka Kika Ruda Slaska (до 60кг)
- 2001—  Чемпіон V міжнародного турніру з боксу присвячений пам'яті Семена Трестіна Одеса (до 60кг)
- 2002—  Срібний призер України з боксу серед юніорів Одеса (до 60кг)
- 2001—  Бронзовий призер XXV Miedzynarodowym Turnieju Bokserskim o «Czarne Diamenty» Myszkow (до 60кг)
- 2001—  Чемпіон XV міжнародного турніру з боксу, посвячений  пам'яті Валерія Арсенова Донецьк (до 57кг)
- 2001—  Бронзовий призер 17th European Boxing Championship For Junior, Sarajevo, Bosnia And Herzegovina (до 57кг)[9]
- 2001—  Чемпіон міжнародного турніру братів Кличко Бердичів (до 57кг)
- 2000—  Чемпіон XXIV Miedzynarodowym Turnieju Bokserskim o «Czarne Diamenty» Myszkow (до 57кг)
- 2000—  Чемпіон України з боксу серед юніорів Вінниця (до 57кг)
- 2000—  Бронзовий призер у І спортивних іграх школярів України з боксу Кіровоград (до 57кг)
- 1998—  Срібний призер України з боксу серед юніорів Керч (до 43кг)
- 1997—  Чемпіон України з боксу серед юніорів Керч (до 38кг)
- 1997—  Чемпіон Першості ЦС СО профспілок України з боксу серед юніорів Керч (до 38кг)
- 1997—  Срібний призер міжнародної матчевої зустрічі з боксу Україна-Білорусія Брест (до 38кг)

### Регіональні аматорські Чемпіонати Львівської області
- 2004—  Срібний призер у вазі (до 64кг)
- 2003—  Чемпіон у вазі (до 64кг)
- 2002—  Чемпіон у вазі (до 60кг)
- 2001—  Чемпіон у вазі (до 60кг)
- 2000—  Чемпіон у вазі (до 57кг)
- 1998—  Чемпіон у вазі (до 43кг)
- 1997—  Чемпіон у вазі (до 38кг)
- 1996—  Чемпіон у вазі (до 38кг)